# Bathybates
Bathybates és un gènere de peixos de la família dels cíclids i de l'ordre dels perciformes.

## Distribució geogràfica
És endèmic del llac Tanganyika (Àfrica oriental).

## Taxonomia
- Bathybates fasciatus (Boulenger, 1901)
- Bathybates ferox (Boulenger, 1898)
- Bathybates graueri (Steindachner, 1911)
- Bathybates hornii (Steindachner, 1911)
- Bathybates leo (Poll, 1956)
- Bathybates minor (Boulenger, 1906)
- Bathybates vittatus (Boulenger, 1914)[3][4][5]